# Sukuoiva
Sukuoiva är en kulle i Finland. Den ligger i Sodankylä kommun i landskapet Lappland, i den norra delen av landet, 900 km norr om huvudstaden Helsingfors. Toppen på Sukuoiva är 356 meter över havet.
Terrängen runt Sukuoiva är huvudsakligen platt.  Trakten runt Sukuoiva är nära nog obefolkad, med mindre än två invånare per kvadratkilometer. Det finns inga samhällen i närheten.  